# Iranoaster
Iranoaster je rod glavočika,  dio tribusa Astereae.. Jedina vrsta je I. bachtiaricus, iranski endem sa planina Zagros. Višegodišnja je biljka drvenastog korijena koja naraste od 5 do 20 cm. visine.

## Sinonimi
- Aster bachtiaricus Mozaff.